# Грађанска кућа у Ул. Ратка Павловића 12
Грађанска кућа у Ул. Ратка Павловића 12 је грађевина која је саграђена 1927—1933. С обзиром да представља значајну историјску грађевину, проглашена је непокретним културним добром Републике Србије. Налази се у Лесковцу, под заштитом је Завода за заштиту споменика културе Ниш.

## Историја
Грађанска кућа у Ул. Ратка Павловића 12 је саграђена између 1927—1933. као репрезентативна породична стамбена зграда изузетно раскошних облика и димензија. Састоји се из сутерена, високог приземља и поткровља са собама захваћеног у целини мансардним кровом са стрмим кровним површинама. У односу на дворишну фасаду, садржи другостепену пластику спољњег изгледа као и код већине зграда из тог времена са искомпонованим стилизованим детаљима. У централни регистар је уписана 23. априла 1991. под бројем СК 937, а у регистар Завода за заштиту споменика културе Ниш 19. фебруара 1991. под бројем СК 285.